# Gregory M. Plunkett
Gregory M. Plunkett, född 21 februari 1965 i Bayonne, New Jersey, är en amerikansk botaniker.
Auktorsnamnet G.M.Plunkett kan användas för Gregory M. Plunkett i samband med ett vetenskapligt namn inom botaniken; se Wikipediaartiklar som länkar till auktorsnamnet.